# Lady for a Night
Pour plus de détails, voir Fiche technique et Distribution.
Lady for a Night est un film américain réalisé par Leigh Jason, sorti en 1942.

## Synopsis
Dans les années 1880. Jenny Blake est copropriétaire d'un casino flottant à Memphis, avec Jack Morgan, un homme politique d'influence. Malgré les conseils de Jack, qui est amoureux d'elle, et les humiliations qu'elle subit du fait de son statut, Jenny veut faire partie de la « bonne société ». Elle fait un marché avec Alan Alderson, un alcoolique couvert de dettes mais propriétaire d'une plantation, en lui proposant de payer ses dettes s'il l'épouse. Mais ce mariage n'arrange pas tout, et elle subit aussi désormais l'hostilité de sa belle-famille. Un jour, Alan boit par erreur du poison qui était en fait destiné à Jenny. Cette dernière va être accusée du meurtre.

## Fiche technique
- Titre original : Lady for a Night
- Réalisation : Leigh Jason
- Scénario : Isabel Dawn, Boyce DeGaw
- Photographie : Norbert Brodine
- Montage : Ernest J. Nims
- Musique : David Buttolph
- Direction musicale : Cy Feuer
- Chorégraphie : Dave Gould
- Direction artistique : John Victor Mackay
- Costumes : Walter Plunkett
- Producteur associé : Albert J. Cohen
- Société de production : Republic Pictures
- Société de distribution : Republic Pictures
- Pays d'origine :  États-Unis
- Langue originale : anglais américain
- Format : Noir et blanc — 35 mm — 1,37:1 — Son : Mono (RCA Sound System)
- Genre : Film dramatique
- Durée : 87 minutes (1 h 27)
- Date de sortie : 
  - États-Unis : 5 janvier 1942

## Distribution
- Joan Blondell : Jenny Blake
- John Wayne : Jackson Morgan
- Ray Middleton : Alan Alderson
- Philip Merivale : Stephen Alderson
- Blanche Yurka : Julia Anderson
- Edith Barrett : Katherine Alderson
- Leonid Kinskey : Boris
- Hattie Noel : Chloé
- Montagu Love : le juge
- Carmel Myers : Mme Dickson
- Dorothy Burgess : Flo
- Guy Usher : le Gouverneur
- Ivan Miller : Dickson, le maire
- Patricia Knox : Mabel
- Lew Payton : Napoleon
- Marilyn Hare : Mary Lou

## Bande originale
- Up in a Balloon : musique de Henry B. Farnie, lyrics de Sol Meyer, interprétée par Joan Blondell
- Has Anybody Seen My Man? : musique de Jule Styne, lyrics de Sol Meyer, interprétée par Dolores Gray
- Ezekiel Saw De Wheel : air traditionnel, interprété par Hattie Noel
- Ta-ra-ra Boom-der-é : musique de Henry J. Sayers, lyrics de Sol Meyer
- Can-Can : galop extrait d'Orphée aux Enfers de Jacques Offenbach
- Dixie's Land : musique de Daniel Decatur Emmett